# Ярковский мамонт
Ярковский мамонт — экземпляр шерстистого мамонта, найденный на Таймырском полуострове в Сибири девятилетним мальчиком в 1997 году. Считается, что этот мамонт жил около 20 000 лет назад.

## Открытие
Семён Ярков был молодым долганом, жившим в селе Хатанга, в 800 км к северу от Полярного круга. Он навещал свою семью, которая жила в Новорыбном. Во время охоты он обнаружил изогнутые кончики бивней, о чём его брат сообщил в Таймырский заповедник.
Изначально заповедник не стал изучать находку, поэтому они связались со специалистом по Сибири, который впоследствии стал известным охотником на мамонтов Бернаром Бюигом. 18 октября 1999 года 23-тонный блок из грязи и льда был доставлен на транспортном вертолёте Ми-26 в ледяную пещеру в Хатанге.

## Исследование
Ярковского мамонта извлекли из 23 тонного ледяного блока и перевезли в Хатангу под руководством Бернара Бюига.
В настоящее время он находится в ледяной пещере, где более 36 учёных со всего мира, в том числе российский специалист по мамонтам Алексей Тихонов, изучают его. Также раскопки и продолжающееся изучение ярковского мамонта были показаны на канале Discovery.
Образцы костного мозга и плейстоценовых растений были изъяты и отправлены в различные лаборатории для анализа по мере оттаивания мамонта. По состоянию на 2001 год сохранность мамонта неизвестна. Более 50 образцов ярковского мамонта были датированы углеродом-14. Имеются указания на то, что мамонты бродили по Таймырскому региону на протяжении десятков тысяч лет.
Ученые установили, что мамонты покидали этот регион дважды: в поисках пищи или спасаясь от наводнений: от 34 000 до 30 000 лет до н. э. и от 17 000 до 12 000 лет до н. э. Считается, что ярковский мамонт жил между этими двумя периодами, около 18 380 лет до н. э.